# 全国鮪解体師協会
一般社団法人全国鮪解体師協会（ぜんこくまぐろかいたいしきょうかい）は、日本の鮪解体師の協会である。

## 概要
2009年（平成21年）発足。マグロ品質保証制度、マグロ解体師の資格を取得するための一般社団法人。日本の食文化を支えるマグロ、マグロの消費大国である日本にとってマグロはなくてはならない重要な水産資源のひとつと言っても過言ではありません。しかしながら昨今の、世界的マグロの需要の増加と乱獲によるマグロ資源の減少、減船や漁獲高制限、資源管理の厳格化等、マグロを取り巻く環境は年々厳しさを増しています。 また、日本国内においても産地の後継者不足や、就業者の減少、高齢化に伴う水産業全体の衰退は深刻な社会問題となっております。 このようなマグロを取り巻く厳しい環境の中で、一般社団法人全国鮪解体師協会（ＪＡＤＴ）は2009年の発足以降、マグロ流通に関わる協会有識者メンバーにより、マグロ解体師の資格認定制度、及びマグロ品質基準「Quality assurance／和鮪マーク」制度の確立、生鮮マグロの品質保証事業とともに適正な価格でマグロを流通させるためにその消費に至るまでの正しい知識とマグロへの理解、消費促進を目的に公認マグロ解体ショーの定義を定め、公認マグロ解体ショーを通して日本のマグロ魚食文化を国内外に発信するために尽力しております。 今まさに、日本の伝統産業であるマグロ水産業を再び活性化させて行くためには、業界全体が今までの旧態依然とした体制から脱却し、既成概念を捨て、新たな市場を創出していくことが求められています。そして、これからも私たちは立ち止まることなく常に新たな取り組みにチャレンジし、その活動にご賛同いただいている個人・団体・企業会員の皆さまを始めマグロ水産業界全体との連携体制の中で社会に貢献していきたいと考えています。 

## 役員
- 代表理事 木村英喜
- 理事 馬詰良信
- 理事 曽波康夫
- 理事 岩田龍次
- 理事 滝上航太